# HMS Chance (J340)
«Ченз» (англ. HMS Chance (J340) — військовий корабель, тральщик типу «Ок» побудований американцями за програмою ленд-лізу для Королівського військово-морського флоту Великої Британії часів Другої світової війни.
Тральщик «Ченз» був закладений 12 липня 1942 року на верфі американської компанії Associated Shipbuilders у Сіетлі. 26 жовтня 1942 року він був спущений на воду, а 13 листопада 1943 року увійшов до складу Королівських ВМС Великої Британії.
13 грудня 1946 року корабель виключений зі списку бойових кораблів американських ВМС. 1947 році проданий турецькому флоту під назвою TCG Edremit. Списаний у 1973 році.

## Історія

### 1944
У березні 1944 року тральщик залучався до супроводження чергового арктичного конвою JW 58 з 47 транспортних та вантажних суден до берегів Радянського Союзу.